# Carl Philipp Emanuel Bach
Carl Philipp Emanuel Bach (8 tháng 3 năm 1714 - 14 tháng 12 năm 1788) là một nhà soạn nhạc người Đức, người con trai thứ hai trong ba người con của nhạc sĩ lừng danh Johann Sebastian Bach và Maria Barbara Bach. Ông là một nhà soạn nhạc quan trọng trong giai đoạn chuyển giao giữa thời kỳ Baroque và thời kỳ Cổ điển và là một trong những người sáng lập của phong cách cổ điển. Ông đã làm việc trong cung đình của vua Friedrich II Đại Đế nước Phổ (còn gọi là "Friedrich Độc đáo"), với tư cách là người chơi bàn phím dương cầm của nhà vua.

## Nhạc cụ
Trong các buổi biểu diễn của mình Carl Philipp Emanuel Bach đã trình diễn trên các nhạc cụ (clavichord và fortepiano) được chế tạo bởi Gottfried Silbermann, một nhà chế tạo nhạc cụ bàn phím nổi tiếng tại thời điểm đó. Vào năm 2020, nhà chế tạo đàn piano đương đại Paul McNulty đã chế tạo ra một bản sao của cây đàn Gottfried Silbermann 1749. Bản sao này ông chế tạo cho nhà âm nhạc học Malcolm Bilson.

### Danh sách đĩa nhạc
- Edna Stern, Amandine Beyer. Carl Philipp Emanuel Bach. 4 Sonatas for Violin and fortepiano. Fortepiano Walter (Paul McNulty)
- Les Adieux, Andreas Staier. Carl Philipp Emanuel Bach. Chamber Music - Quartets for Fortepiano. Fortepiano (Christopher Clarke)
- Gustav Leonhardt. Carl Philipp Emanuel Bach. Concerto No 1 in D Minor. Clavicembalo Blanchet (Down)